# Liste des pastels de Claude Monet
Ce tableau récapitulatif, qui complète la "Liste des principaux tableaux" de l'article principal du peintre impressionniste français Claude Monet et la "Liste de peintures de Claude Monet" y relatée, a pour vocation de rassembler tous les pastels (re)connus ce jour, par dates, par ordre du catalogue raisonné de Monet et par thèmes à chaque fois que cela était pertinent. L'objectif est aussi de progressivement remplacer les anciennes photographies en noir et blanc par des versions plus représentatives, en couleurs, et d'ouvrir le monde encore peu connu des pastels de Monet au grand public.

## Liste exhaustive des pastels